# 広島県道152号府中祇園線
広島県道152号府中祇園線（ひろしまけんどう152ごう ふちゅうぎおんせん）は、広島県安芸郡府中町から広島市安佐南区に至る一般県道である。

## 概要
安芸郡府中町宮の町3丁目から広島市安佐南区西原6丁目に至る。

### 路線データ
- 起点：広島県安芸郡府中町宮の町3丁目（広島県道151号府中海田線・広島県道272号上宮町新地線起点）
- 終点：広島県広島市安佐南区西原6丁目（今津（南）交差点、国道183号交点）
- 総延長：約9.4 km

## 路線状況
周辺に住宅や店舗などが多く建ち並んでおり、交通量は多い。重複区間は広島市道を使った方がショートカットになる（ただ、近くにスーパーなどがあるため交通量は非常に多く、よく渋滞する。）。
広島県道264号中山尾長線との分岐から広島県道37号広島三次線との交点まではJR西日本芸備線と並行して走る。

### 重複区間
- 広島県道70号広島中島線（広島市東区矢賀6丁目・鶴江橋西詰交差点 - 広島市東区温品5丁目・下温品交差点）

### 道路施設

#### 橋梁
- 鶴江橋（府中大川、安芸郡府中町 - 広島市東区）
- 百田橋（芸備線、広島市東区）
- 安芸大橋（太田川、広島市東区 - 広島市安佐南区）
- 平成橋（古川（太田川の支川）、広島市安佐南区）

## 地理

### 通過する自治体
- 安芸郡府中町
- 広島市（東区 - 安佐南区）

### 交差する道路
| 交差する道路                                      | 市町村名 | 市町村名 | 交差する場所  | 交差する場所                                    |
| ------------------------------------------------- | -------- | -------- | ------------- | ----------------------------------------------- |
| 広島県道151号府中海田線 広島県道272号上宮町新地線 | 安芸郡   | 府中町   | 宮の町3丁目   | 起点                                            |
| 広島県道70号広島中島線 重複区間起点               | 広島市   | 東区     | 矢賀6丁目     | 鶴江橋西詰交差点                                |
| 広島高速1号線 広島市道中筋温品線未供用            | 広島市   | 東区     | 温品1丁目     | 間所インター入口交差点 09-216/09-217 間所出入口 |
| 広島県道70号広島中島線 重複区間終点               | 広島市   | 東区     | 温品5丁目     | 下温品交差点                                    |
| 広島市道中筋温品線未供用                          | 広島市   | 東区     | 中山東3丁目   |                                                 |
| 広島県道264号中山尾長線                           | 広島市   | 東区     | 中山南2丁目   |                                                 |
| 広島県道37号広島三次線                            | 広島市   | 東区     | 戸坂千足2丁目 | 安芸大橋南詰交差点                              |
| 広島県道152号府中祇園線 / 旧道                    | 広島市   | 安佐南区 | 東原2丁目     | 安芸大橋（北）交差点                            |
| 広島県道152号府中祇園線 / 現旧連絡道              | 広島市   | 安佐南区 | 東原1丁目     | 平成橋東詰交差点                                |
| 国道54号 / 祇園新道 国道191号 / 祇園新道 重複     | 広島市   | 安佐南区 | 西原8丁目     | 西原駅南交差点                                  |
| 広島県道152号府中祇園線 / 旧道                    | 広島市   | 安佐南区 | 西原8丁目     | 西原8丁目交差点                                 |
| 国道183号 国道261号 重複                          | 広島市   | 安佐南区 | 西原6丁目     | 今津（南）交差点 / 終点                         |
| 旧道                                              |          |          |               |                                                 |
| 広島県道152号府中祇園線 / 現道                    | 広島市   | 安佐南区 | 東原2丁目     | 安芸大橋（北）交差点 / 旧道起点                 |
| 広島県道152号府中祇園線 / 現旧連絡道              | 広島市   | 安佐南区 | 東原1丁目     |                                                 |
| 国道54号 / 祇園新道 国道191号 / 祇園新道 重複     | 広島市   | 安佐南区 | 西原8丁目     | [ 注釈 1 ]                                      |
| 広島県道152号府中祇園線 / 現道                    | 広島市   | 安佐南区 | 西原8丁目     | 西原8丁目交差点                                 |
| 国道183号 国道261号 重複                          | 広島市   | 安佐南区 | 西原6丁目     | 今津交差点 / 旧道終点                           |
| 現旧連絡道                                        |          |          |               |                                                 |
| 広島県道152号府中祇園線 / 旧道                    | 広島市   | 安佐南区 | 東原1丁目     | 現旧連絡道起点                                  |
| 広島県道152号府中祇園線 / 現道                    | 広島市   | 安佐南区 | 東原1丁目     | 平成橋東詰交差点 / 現旧連絡道終点               |

### 交差する鉄道
- 芸備線 - 中山踏切が2024年（令和6年）6月6日に立体交差化された[1]
- 広島高速交通広島新交通1号線

### 沿線
- フォレオ広島東
- 広島城北中学校・高等学校
- 広島市立中山小学校
- 広島東警察署 戸坂交番
- 広島市立戸坂小学校
- 広島高速交通広島新交通1号線 西原駅
- 安佐南郵便局